# 6919 Tomonaga
6919 Tomonaga (1993 HP) là một tiểu hành tinh vành đai chính được phát hiện ngày 16 tháng 4 năm 1993 bởi K. Endate và K. Watanabe ở Kitami.